# Christoffer Forsberg (ryttare)
Christoffer Forsberg, född 8 januari 1991 är en svensk ryttare som tävlar i fälttävlan. Han tävlar för Tidaholmsbygdens hästklubb i Tidaholm. Han vann Svenska mästerskapen i fälttävlan 2008.

## Hästar
- Grafman (vallack född 1992), Skimmelfärgat Svenskt varmblod e:Goldgraf u:Mireille ue:Bordeaux
- Piece of Hope (vallack född 1999), Brun Svenskt varmblod e:Feliciano u:Ungulatat xx ue:Royal Conductor xx
- Lefuria (sto född 2001), Brun Svenskt varmblod e:Leuthen I u:Mireille ue:Bordeaux